# 폴리스 스토리 2014
《폴리스 스토리 2014》(警察故事2013)는 2013년 공개된 중국의 영화이다.

## 배역
- 성룡 - 종 반장 역
- 류예 - 우 역
- 징톈 - 마오 역
- 위룽광 - 우 반장 역
- 은도 - 난난 역